# 203-мм гаубиця зразка 1931 року (Б-4)
203-мм гаубиця Б-4 зразка 1931 року (індекс ГАУ 52-Г-625) — 203.4 мм (8-дюймова) важка гаубиця конструкції Ф. Ф. Лендера. Була найважчою радянською польовою гарматою періоду Другої світової війни, основою артилерії великої і особливої потужності РВГК. Одна з небагатьох гармат на гусеничному тракторному шасі. Призначена для прориву укріплених рубежів, руйнування особливо міцних бетонних, залізобетонних і броньових споруд, боротьби з важкою або прихованою міцними спорудами артилерією противника і для придушення цілей на великій відстані. До 1941 року вироблялося шість різних варіантів 203-мм гаубиці зразка 1931 року. В усіх модифікаціях використовувалося тракторне гусеничне шасі, але вони дещо відрізнялися методом буксирування. Після закінчення Великої Відчизняної війни гармата Б-4 була знята з озброєння ЗС СРСР. Проте пізніше, у 1956 році, її знову прийняли на озброєння, при цьому гусеничне шасі було замінене колісним (модифікація Б-4М). Таким чином, гаубиця зразка 1931 року залишалася на озброєнні Радянської армії до середини 1970-х років.

## Історія створення і виробництва
Ідея поставити важку гармату на тракторне гусеничне шасі, які масово випускалися в СРСР у 1920-х–1930-х роках, стала результатом загальної економічної політики держави, яка в той час була спрямована на розвиток тракторних заводів. З іншого боку, з суто військової точки зору, використання гусеничного рушія на гарматі, яка мала величезну масу, стало важливою перевагою перед іншими модифікаціями важких гармат того часу, адже дозволяло їй долати заболочені ділянки і місцевість з м'якими ґрунтами.
Згідно з рішенням Реввійськради СРСР про переозброєння артилерії великої і особливої потужності на вітчизняну матеріальну частину, розробка гаубиці була розпочата  конструкторським бюро Артилерійського комітета ГАУ під керівництвом Франца Францовича Лендера в 1927 році. Після смерті Ф. Ф. Лендера до роботи над проектом гармати були підключені конструктори серійних заводів: робочі креслення станка лафета на гусеничному ходу були розроблені КБ ленінградського заводу «Більшовик». Перший дослідний зразок гаубиці Б-4 був виготовлений на «Більшовику» на початку 1931 року. В липні — серпні того ж року проведені стрільби з метою підбору зарядів до неї. Після тривалих полігонних і військових випробувань, у 1933 році гаубиця була прийнята на озброєння Червоної армії під позначенням 203-мм гаубиця зразка 1931 року.
Гаубиці зразка 1931 року серійно виробляли артилерійські заводи «Більшовик» (Ленінград), «Барикади» (Сталінград) і Новокраматорський завод. У зв'язку з тим, що на кожному заводі технологію виробництва пристосовували до власних виробничих можливостей, гармати різних виробників істотно відрізнялися одна від одної. Всього до 1941 року було вироблено 977 гаубиць Б-4БМ (великої потужності) і 31 Б-4ММ (малої потужності, з укороченим стволом).

## Конструктивні особливості, модифікації
Особливістю Б-4 є лафет на гусеничному тракторному шасі. Вдала конструкція лафета забезпечувала досить високу прохідність гаубиці і що дозволяла ведення стрільби з ґрунту без використання спеціальних платформ. Конструкція стала уніфікованою для цілого сімейства важких гармат.

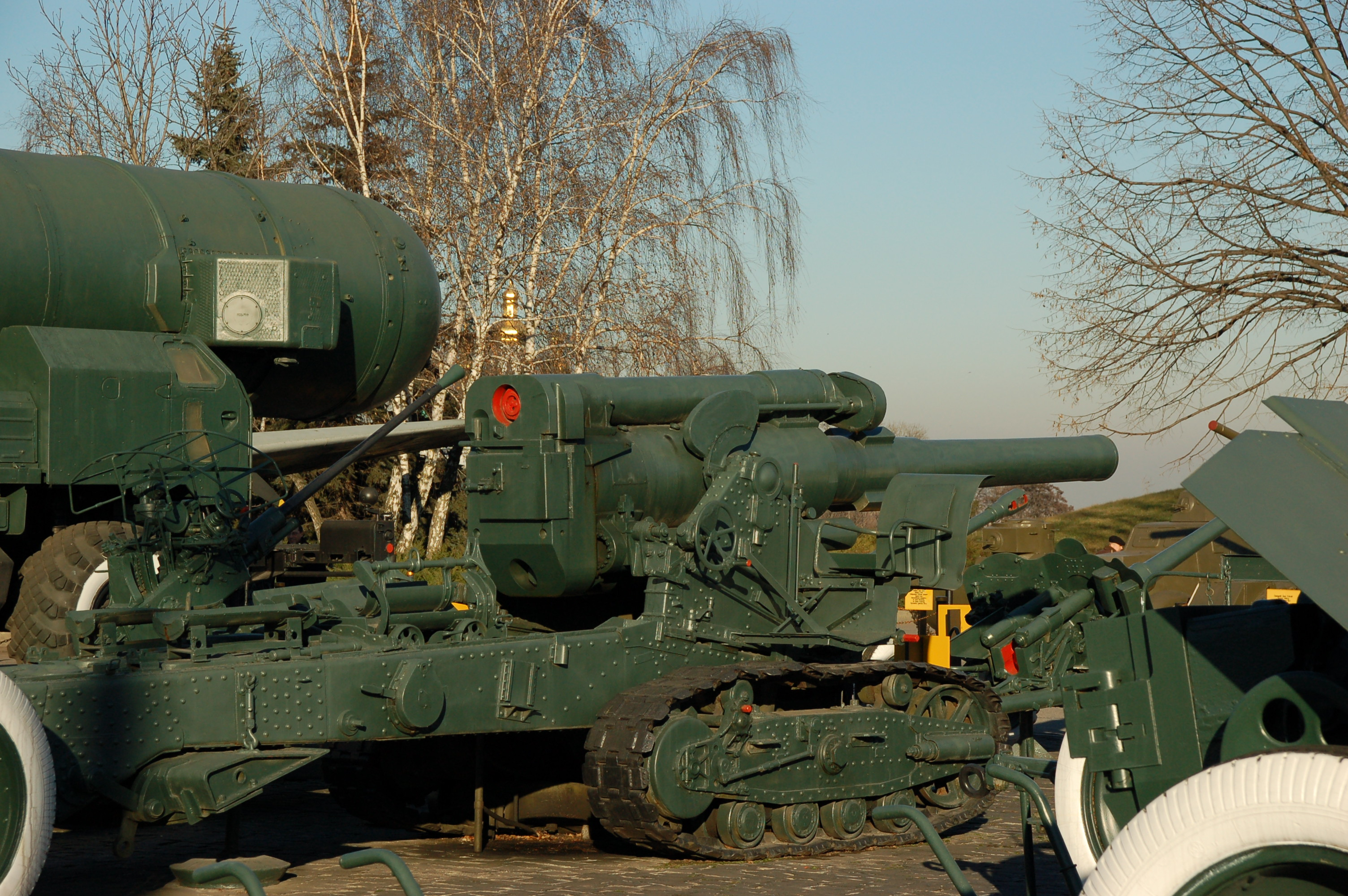
Гаубиця Б-4 в Національному музеї історії України у Другій світовій війні. Київ

Верхній станок лафета являв собою клепану сталеву конструкцію. За допомогою штирьового гніздового з'єднання він приєднувався до нижнього станка та розвертався на ньому поворотним механізмом. Горизонтальний сектор обстрілу при цьому становив ±4 градуси — для наведення на більший кут було необхідно повернути у відповідний бік усю гармату. Для наведення вертикальній площині в діапазоні 0..+60° застосовувався зубчастий секторний підйомний механізм.
Залежно від виробника, гаубиці Б-4 мали стволи декількох типів — скріплені без лейнера і з лейнером, а також моноблоки з лейнером. Заміна лейнера могла здійснюватися в польових умовах. Незалежно від типу ствола довжина його становила 25 калібрів, довжина нарізної частини — 19,6 калібрів. Канал ствола мав 64 нарізи постійної крутизни. Затвор — поршневий, двотактний або тритактний. Маса ствола з затвором становила 5200 кг.
Противідкотна система включала гідравлічне відкотне гальмо і гідропневматичний накатник. При накаті усі противідкотні пристрої залишалися нерухомими. Стійкість гармати при стрільбі забезпечувалася також сошником, закріпленим на хоботовій частини нижнього станка. У лобовій частині нижнього станка були закріплені литі опирачі, в які вставлялася бойова вісь. На конус бойової осі надівалися гусениці.

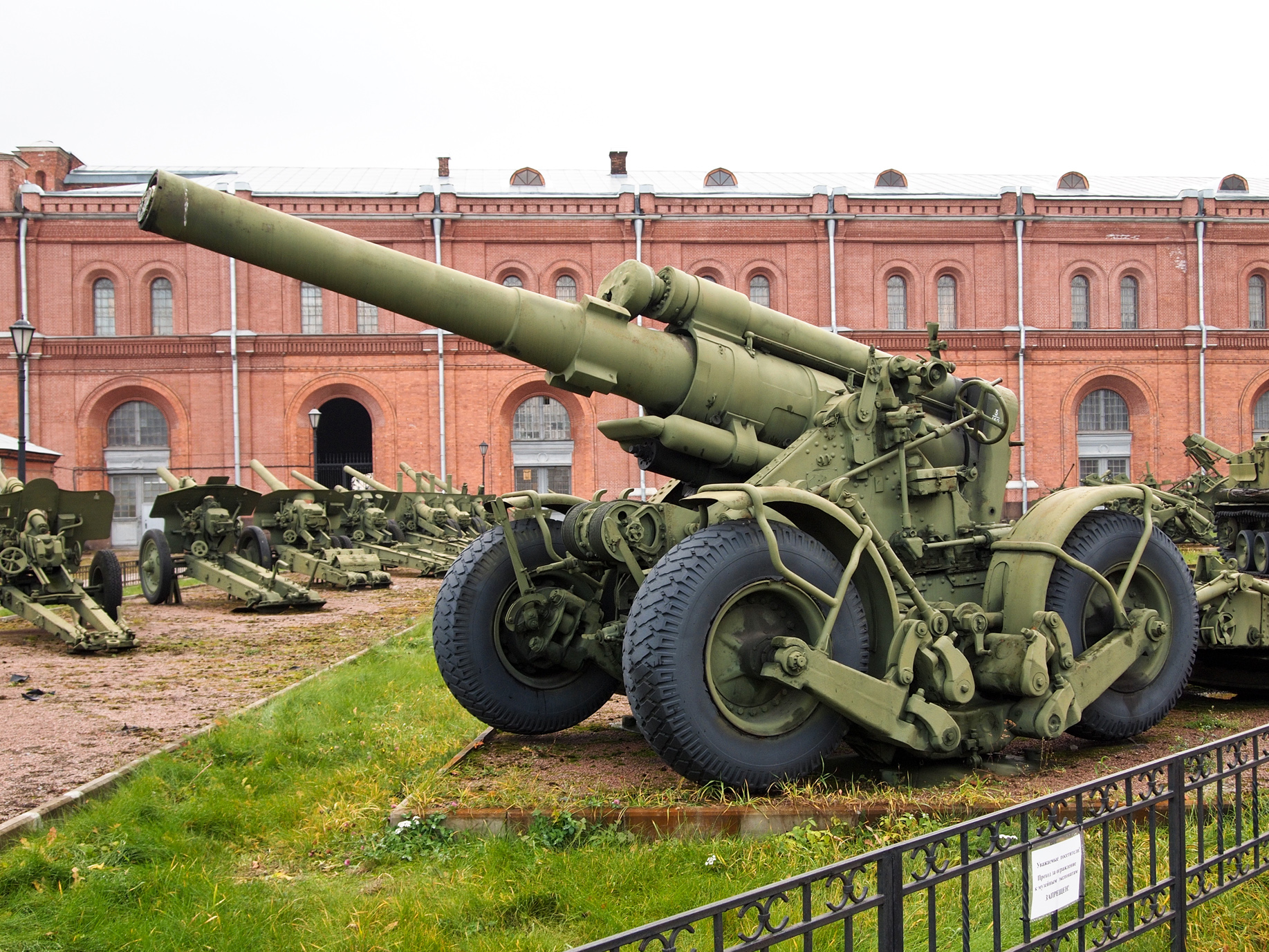
Колісна гаубиця Б-4М зразка 1956 року. Санкт-Петербурзький Артилерійський музей

Для транспортування гаубиця розбиралася на дві частини: ствол, знятий з лафета, укладався на гарматний візок Бр-10 на колісному шасі або Б-29 на гусеничному ходу; сполучений з передком гусеничний лафет транспортувався на лафетному візку. Інколи на короткі відстані гаубицю переміщали і в нерозібраному вигляді. Для буксирування використовувалися гусеничні артилерійські тягачі типу «Комінтерн» (пізніше — АТ-Т), найбільша допустима швидкість буксировки по шосе становила 15 км/год. Для перекидання на великі відстані гармата розбиралась на шість основних вузлів (деякі модифікації — не п'ять) і перевозилася важкими тракторами на причепах.
Після закінченні Другої світової війни Б-4 була знята з озброєння, але у 1955 році гусеничне шасі гармати було замінено колісним і модернізовані гармати знову були включені в штат як гаубиці Б-4М (індекс ГАУ 52-Г-625М) і залишалися на озброєнні Радянської армії до початку 1980-х.
Окремими модифікаціями Б-4 можна вважати дослідні самохідні артилерійські установки СУ-14 (на базі важкого танка Т-35) і С-51 (на базі КВ-1С).

## Бойове застосування

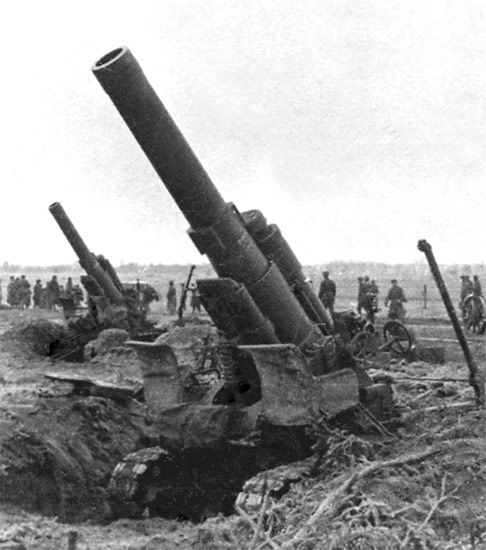
Батарея Б-4 на позиціях. 3-й Білоруський фронт. 1944 рік

Б-4 добре зарекомендували себе при прориві укріплених рубежів та штурмі укріпрайонів під час радянсько-фінської війни 1939–1940 років. В складі частин РСЧА на фінському фронті станом на 1 березня 1940 року було 142 гаубиці Б-4. Втрачені чотири одиниці — одна в грудні 1939 і три в січні-лютому 1940 року.
До 22 червня 1941 року на озброєнні РСЧА було 849 гаубиць Б-4, які знаходилися на озброєнні гаубичних артилерійських полків великої потужності РВГК. З них на початок німецько-радянської війни в західних округах нараховувалося 727 одиниць. З 22 червня по 1 грудня 1941 було втрачено 75 гармат Б-4, у тому числі щонайменше 27 з них були захоплені німцями. Трофейні гаубиці були передані декільком важким артдивізіонам Вермахту, де отримали позначення 20,3 cm HaubiUe 503 (r).
Радянські артилерійські полки великої потужності РВГК, що уціліли в ході прикордонних боїв, були відведені в глибокий тил і вступили в бойові дії лише наприкінці 1942 року, коли стратегічна ініціатива почала переходити до Червоної армії. До кінця війни в РСЧА гаубиці Б-4 були на озброєнні тільки в артилерії РВГК. Б-4 успішно використовувалася як основна артсистема при прориві укріплених ліній оборони, штурмі фортець. Ефективно використовувалася також у вуличних боях в великих містах.
Б-4 стояла на озброєнні 104-ї гвардійської артилерійської бригади великої потужності 12-ї артилерійської дивізії прориву РГК, 102-ї гаубичної артилерійської бригади великої потужності 20-ї АДП РГК, 44-ї, 121-ї, 124-ї, 163-ї, 211-ї артбригад особливої потужності, 108-го, 110-го, 318-го, 330-го, 400-го, 402-го, 403-го, 406-го, 409-го, 420-го, 519-го, 529-го гаубичних артилерійських полків великої потужності, 34-го окремого артилерійського дивізіону великої потужності Резерву ВГК.